# Максимальная компактная подгруппа
Максимальная компактная подгруппа K топологической группы G — это компактное пространство с индуцированной топологией, максимальное среди всех подгрупп. Максимальные компактные подгруппы играют важную роль в классификации групп Ли и, особенно, в классификации полупростых групп Ли. Максимальные компактные подгруппы групп Ли в общем случае не единственны, но единственны с точностью до сопряжённости — они являются существенно сопряжёнными.

## Пример
В качестве примера используем подгруппу O(2), ортогональную группу внутри полной линейной группы GL(2, R). Связанным примером является группа круга SO(2) внутри группы SL(2, R). Очевидно, что SO(2) внутри группы SL(2, R) является компактной и не максимальной. Неединственность этих примеров можно видеть из того, что любое скалярное произведение имеет ассоциированную ортогональную группу и существенная единственность соответствует существенной единственности скалярного произведения.

## Определение
Максимальная компактная подгруппа является максимальной подгруппой среди компактных подгрупп — максимальная (компактная подгруппа) — а не (альтернативное возможное чтение) максимальной подгруппой, которая оказывается компактной, которую следовало бы назвать компактной (максимальной подгруппой), но не просто максимальной группой (и, фактически, максимальная собственная подгруппа, как правило, не является компактной).

## Существование и единственность
Теорема Картана — Ивасавы — Мальцева утверждает, что любая связная группа Ли (и более того, любая локально компактная группа) обладает максимальными компактными подгруппами и что они все являются сопряжёнными друг другу. Для полупростой группы Ли единственность является следствием теоремы Картана о неподвижной точке, которая утверждает, что если компактная группа действует путём изометрий на полном односвязном отрицательно искривлённом римановом многообразии, то она имеет неподвижную точку.
Максимальные компактные подгруппы связных групп Ли обычно не единственны, но они единственны с точностью до сопряжения, что означает, что если даны две максимальные компактные подгруппы K и L, имеется элемент {\displaystyle g\in G}, такой что {\displaystyle gKg^{-1}=L}, следовательно, максимальная компактная подгруппа является существенно единственной и исследователи часто говорят о максимальных компактных подгруппах как о единственной подгруппе.
Для примера полной линейной группы GL(n, R) это соответствует факту, что любое скалярное произведение на {\displaystyle \mathbb {R} ^{n}} определяет (компактную) ортогональную группу (её группу изометрии), и что она обладает ортонормальным базисом — изменение базиса определяет элемент смежности, определяющую смежность группы изометрии классической ортогональной группы O(n, R) .

### Доказательство
Для вещественной полупростой группы доказательство Картана существования и единственности максимальной компактной подгруппы можно найти в статье Бореля и книге Хелгасона. Картье и Хошильд обсуждали распространение доказательства на связные группы Ли и локально связные компактные группы.
Для полупростых групп существование является следствием существования компактной вещественной формы некомпактной полупростой группы Ли и соответствующего разложения Картана. Доказательство единственности основывается на теореме Картана о неподвижной точке и факте, что соответствующее риманово симметрическое пространство {\displaystyle G/K} имеет отрицательную кривизну. Мостов показал, что производная экспоненциального отображения в любой точке {\displaystyle G/K} удовлетворяет условию {\displaystyle |\mathrm {dexp} X|\geqslant |X|}. Из этого следует, что {\displaystyle G/K} является пространством Адамара, то есть полным метрическим пространством, удовлетворяющим ослабленную форму тождества параллелограмма в евклидовом пространстве. Единственность затем может быть выведена из теоремы Брюа — Титса о неподвижной точке. Более того, любое ограниченное замкнутое множество в пространстве Адамара содержится в единственном наименьшем замкнутом шаре. В частности, компактная группа, действующая с помощью изометрий, должна оставлять неподвижными центрами описанных окружностей каждой из её орбит.

### Доказательство единственности для полупростых групп
Мостов свёл общую задачу для полупростых групп к случаю GL(n, R). Соответствующее симметрическое пространство является пространством положительных симметричных матриц. Прямое доказательство единственности, опирающееся на элементарные свойства этого пространства, приведено в книге Хилгерта и Ниба.
Пусть {\displaystyle {\mathfrak {g}}} является вещественной полупростой алгеброй Ли с
инволюцией Картана {\displaystyle \sigma }. Тогда подгруппа неподвижных точек инволюции {\displaystyle \sigma } является максимальной компактной подгруппой K и имеется спектральное разложение матрицы
{\displaystyle \displaystyle {{\mathfrak {g}}={\mathfrak {k}}\oplus {\mathfrak {p}}}},
где {\displaystyle {\mathfrak {k}}}, алгебра Ли подгруппы K, является собственным пространством +1. Разложение Картана даёт
{\displaystyle \displaystyle {G=K\cdot \exp {\mathfrak {p}}=K\cdot P=P\cdot K}}.
Если B является формой Киллинга на {\displaystyle {\mathfrak {g}}}, задаваемый выражением {\displaystyle B(X,Y)=\mathrm {Tr(ad~X)(ad~Y)} }, то
{\displaystyle \displaystyle {(X,Y)_{\sigma }=-B(X,\sigma (Y))}}
является вещественным скалярным произведением на {\displaystyle {\mathfrak {g}}}. При присоединённом представлении группы Ли K является подгруппой группы G, сохраняющей скалярное произведение.
Если B является другой компактной подгруппой группы G, то K является подгруппой группы G, сохраняющей это скалярное произведение.
Если H является другой компактной подгруппой группы G, то среднее скалярного произведения по H по мере Хаара даёт инвариант скалярного произведения над H.
Операторы Ad p при p из P являются положительными симметричными операторами. Это новое скалярное произведение можно записать как
{\displaystyle (S\cdot X,Y)_{\sigma }},
где S является положительным симметричным оператором на {\displaystyle {\mathfrak {g}}}, таким, что {\displaystyle \mathrm {Ad} (h)^{t}S\mathrm {Ad} ~h=S} для h из H (с транспонированием, вычисленным с учётом скалярного произведения). Более того, для x из G
{\displaystyle \displaystyle {\mathrm {Ad} \,\sigma (x)=(\mathrm {Ad} \,(x)^{-1})^{t}}}.
Так что для h из H
{\displaystyle \displaystyle {S\circ \mathrm {Ad} (\sigma (h))=\mathrm {Ad} (h)\circ S}}.
Для X из {\displaystyle {\mathfrak {p}}} определим
{\displaystyle \displaystyle {f(e^{X})=\mathrm {Tr} \,\mathrm {Ad} (e^{X})S}}.
Если {\displaystyle e_{i}} является ортонормальным базисом собственных векторов для S с {\displaystyle Se_{i}=\lambda _{i}e_{i}}, то
{\displaystyle \displaystyle {f(e^{X})=\sum \lambda _{i}(\mathrm {Ad} (e^{X})e_{i},e_{i})_{\sigma }\geqslant (\min \lambda _{i})\cdot \mathrm {Tr} \,e^{\mathrm {ad} \,X}}},
так что f является строго положительной и стремится к {\displaystyle \infty } при {\displaystyle |X|} стремящемся к {\displaystyle \infty }. Фактически эта норма эквивалентна оператору нормы на симметричных операторах {\displaystyle \mathrm {ad} ~X} и любое ненулевое собственное значение появляется вместе с отрицательным значением, поскольку {\displaystyle i~\mathrm {ad} ~X} является кососопряжённым оператором на компактной вещественной форме {\displaystyle {\mathfrak {k}}\oplus i{\mathfrak {p}}}.
Таким образом, f имеет глобальный минимум, скажем в Y. Этот минимум единственнен, поскольку, если Z является другим минимумом,
{\displaystyle \displaystyle {e^{Z}=e^{Y/2}e^{X}e^{Y/2}}},
где X в {\displaystyle {\mathfrak {p}}} определяется разложением Картана
{\displaystyle \displaystyle {e^{Z/2}e^{-Y/2}=k\cdot e^{X/2}}}.
Если {\displaystyle f_{i}} является ортонормированным базисом собственных векторов {\displaystyle \mathrm {ad} ~X} с соответствующими вещественными собственными значениями {\displaystyle \mu _{i}}, то
{\displaystyle \displaystyle {g(t)=f(e^{Y/2}e^{tX}e^{Y/2})=\sum e^{\mu _{i}t}\|Ad(e^{Y/2})f_{i}\|_{\sigma }^{2}}}.
Поскольку правая часть является положительной комбинацией степеней, вещественнозначная функция g является строго выпуклой, если X ≠ 0, так что имеет единственный минимум. С другой стороны, функция имеет локальный минимум в точках t = 0 и t = 1, поскольку X = 0 и p = exp Y является единственным глобальным минимумом. По построению {\displaystyle f(x)=f(\sigma (h)xh^{-1})} для h из H, так что {\displaystyle p=\sigma (h)ph^{-1}} для h из H. Следовательно, {\displaystyle \sigma (h)=php^{-1}}. Отсюда следует, что в случае {\displaystyle g=\mathrm {exp} Y/2,gHg^{-1}} является неподвижной для {\displaystyle \sigma } и потому лежит в K.

## Приложения

### Теория представлений
Максимальные компактные подгруппы играют основную роль в теории представлений, когда G не компактна. В этом случае максимальная компактная подгруппа K является компактной группой Ли (поскольку замкнутая подгруппа группы Ли является группой Ли), для которой теория проще.
Операции, связанные с теорией представлений G и K, являются ограничением представлений из G в K и индуцированным представлением из K в G и это вполне понятно. Эти теории включают теорию зональных сферических функций.

### Топология
Алгебраическая топология групп Ли переносится также на максимальную компактную подгруппу K. Для точности, связная группа Ли является топологическим произведением (хотя не групповым произведением) максимальной компактной подгруппы K и евклидова пространства {\displaystyle G=K\times \mathbb {R} ^{d}}. Тогда, в частности, K является деформационным ретрактом группы G и гомотопически эквивалентен ей, а следовательно, они имеют те же самые гомотопические группы. Более того, включение {\displaystyle K\hookrightarrow G} и деформационный ретракт {\displaystyle G\twoheadrightarrow K} являются гомотопическими эквивалентностями.
Для полной линейной группы эта декомпозиция является QR-разложением, а деформационный ретракт является процессом Грама — Шмидта. Для общих полупростых групп разложение является разложением Ивасава группы G в виде G=KAN, где K встречается вместе со стягиваемой подгруппой AN.